# Ботропойд Нойвіда
Ботропойд Нойвіда (Bothropoides neuwiedi) — отруйна змія з роду ботропойд родини гадюкові. Інші назви «плямиста жарарака», «забарвлена жарарака».

## Опис
Загальна довжина сянгає 60—100 см, дуже рідко 1,2 м. Голова широка, морда загострена, трикутна. Тулуб стрункий, кремезний, який вкрито зверху двома рядками невеликих яскраво-жовтих й темно-бурих округлих плям, розташованих почергово.

## Спосіб життя
Полюбляє тропічні та субтропічні листяні ліси, суху та кам'янисту місцину. Активна вночі. Харчується гризунами та птахами.
Отрута досить потужна, дуже небезпечна для людини. Отрута використовують у фармакології, за один раз беруть до 20-30 мг отрути (у сухому вигляді).
Це яйцеживородна змія.

## Розповсюдження
Мешкає у центральній, східній та південній Бразилії, Перу, Парагваї, Болівії та північній Аргентині.